# دوريان بينيا
دوريان بينيا (بالإنجليزية: Dorian Peña)‏ مواليد 12 أكتوبر 1970 في تشيفيرلي، هو لاعب كرة سلة أمريكي. بدأ مسيرته الاحترافية في سنة 1999. يلعب في الرابطة الفلبينية لكرة السلة كلاعب وسط.

## المسيرة الاحترافية
لعب مع سان ميغيل بيرمن من سنة 2001 إلى 2011، ثم لعب مع باراكو بول إنرجي في موسم 2011–2012، ثم لعب مع سان ميغيل بيرمن في موسم 2012–2013، ثم لعب مع باراكو بول إنرجي من سنة 2013 إلى 2015، ثم لعب مع بارانجي جينبرا سان ميغيل في سنة 2015.